# Don Diego Poeder

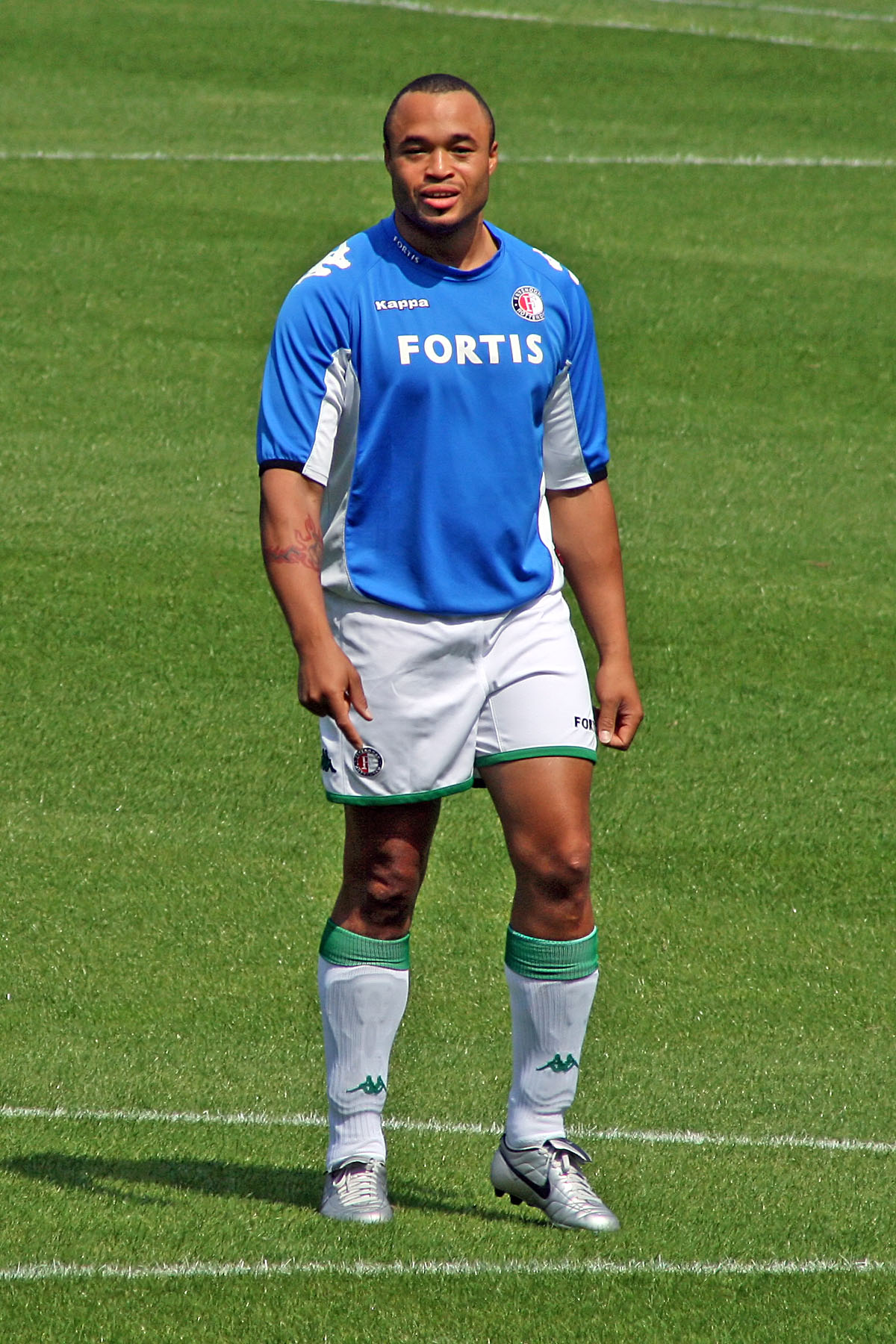
In Feyenoord-tenue

Don Diego Rivelino Alfredo Poeder (Rotterdam, 3 april 1972) is een voormalig Nederlands bokser van Surinaamse afkomst. Zijn professionele carrière in de zwaargewicht- en de cruisergewichtklasse duurde van 1994 tot 2007. In die jaren bokste hij 27 wedstrijden waarvan hij er 24 won (18 met knock-out). Hij werd driemaal Nederlands kampioen en eenmaal wereldkampioen. In 1997 werd hij verkozen tot Rotterdams Sportman van het jaar.

## Titels
- 2005: Nederlands kampioen cruisergewicht
- 1997: wereldtitel World Boxing Union
- 1993: zilver tijdens het EK-zwaargewicht
- 1993: Nederlands kampioen zwaargewicht
- 1992: Nederlands kampioen zwaargewicht